# Mowbray nationalpark
Mowbray National Park är en nationalpark i Australien.   Den ligger i delstaten Queensland, i den nordöstra delen av landet, 2 100 km norr om huvudstaden Canberra. Mowbray National Park ligger 229 meter över havet. Arean är 87 kvadratkilometer.
I omgivningarna runt Mowbray National Park växer huvudsakligen savannskog.